# Amerika (Franz Kafka)
Amerika é um romance escrito por Franz Kafka em 1910 e publicado em 1927. O título da obra encontra-se também traduzido para o português como O Desaparecido.
O Desaparecido é talvez um dos únicos livros em que o personagem central da história é otimista. Nele, o herói tem a chance de vencer, diferente da maioria das narrativas kafkianas. Este livro mostra a caraterística habitual de Kafka ao escrever, na qual as personagens mudam muito rapidamente o seu modo de vida. Esta caraterística também se nota no livro "A Metamorfose".